# Axel Kayombo
Axel Flory Pierre Kayombo (* 25. Februar 2006 in Écully) ist ein kongolesisch-französischer Fußballspieler.

## Karriere
Kayombo begann seine Karriere beim Servette FC. Im Januar 2022 wechselte er zum FC Basel. Dort debütierte er im März 2022 für die Reserve in der Promotion League. In der Saison 2022/23 kam er zu zehn Drittliga-Einsätzen, in denen er zweimal traf. Zur Saison 2023/24 rückte der Flügelstürmer in den Profikader von Basel. Sein Debüt in der Super League folgte im April 2024 gegen den FC Lugano. Bis zum Ende der Spielzeit lief er zweimal im Schweizer Oberhaus auf.
Zur Saison 2024/25 wurde Kayombo an den Zweitligisten FC Stade Lausanne-Ouchy verliehen. Für Stade Lausanne kam er während der Leihe zu 28 Einsätzen in der Challenge League, in denen er neunmal traf. Zur Saison 2025/26 kehrte er nicht mehr nach Basel zurück, sondern wechselte zum österreichischen Bundesligisten SK Sturm Graz.